# Felipe Alaiz
Felipe Alaiz de Pablo (Belver de Cinca, Huesca, 23 de mayo de 1887-París, 8 de abril de 1959) fue un escritor y periodista anarquista español.

## Biografía
Estudió en Lérida, Huesca y Zaragoza y los superiores en Aragón donde se inició en las letras y dirigió durante dos años La Revista de Aragón (Zaragoza, 1914). Se dedicó al periodismo militante desde muy joven y para toda la vida. Alaiz fue profesor de literatura en el Liceo Escolar de Lérida, centro pedagógico de vanguardia fundado por Federico Godàs. En este centro de enseñanza coincidió con otros jóvenes maestros como Joaquín Maurín y Víctor Colomer.
Invitado por José Ortega y Gasset, colaboró en El Sol de Madrid. Allí circuló por la bohemia literaria y acompañará a Pío Baroja y Eugenio D’ors. Hay ciertas dudas sobre cuando tomó contacto con el mundo libertario pero quizá se produjo en Tarragona; poco después inició una etapa en Barcelona donde codirigió Revista Nueva y escribió en la cárcel el libro Quinet.
En la época del pistolerismo realiza múltiples trabajos de traducciones editoriales.
Ya durante la Segunda República colaboró en La Revista Blanca, en la que tradujo textos de Max Nettlau.
Su auténtica vocación fue el periodismo y en concreto la crítica, paradigmático de esto es el que considerara la anarquía como una actitud en cualquier régimen; consideraba que el oficio periodístico era suficiente para llenar una vida activa y colmarla, de ahí su ausencia de obra estrictamente literaria.
Se le podía considerar un hombre llano, campechano, a pesar de su gran cultura y talento literario, detestaba los círculos distinguidos, la etiqueta y la pedantería, que pudo brillar con fuerza en la intelectualidad española pero decidió permanecer al lado de los humildes.
Fue colaborador, cuando no director, de las más importantes publicaciones, y sufrió por sus artículos innumerables multas, encarcelamientos y persecuciones hasta su exilio en Francia, en donde vivió sus últimos veinte años. Falleció en París en 1959.

## Obra
Escribió Quinet (Barcelona, 1924), Tipos españoles (48 semblanzas en dos vol., París, 1962 y 1965), Hacia una Federación de Autonomías Ibéricas (20 fascículos de unas 35 pp. cada uno); y docenas de novelas cortas y artículos.
Entre sus ensayos destacan El arte de escribir sin arte (reeditado en 2012 con un prólogo de Javier Cercas), La zarpa de Stalin sobre Europa (Toulouse, 1948), Historia de la Literatura desde El Cid hasta hoy, Grandeza y miseria del siglo XIX, Estudios de toponimia comarcal, Monografía del trigo, Diccionario de modismos entre Aragón y Cataluña, Lord Byron y su influencia en el romanticismo español, Colores de la indumentaria rusa, Informes sobre la aduana y la producción textil.